# Peter Jebsen
Peter Jebsen, född 6 maj 1824  i Broager, Sønderjylland, Danmark, död 30 oktober 1892 i Bergen, var en norsk industripionjär, skeppsredare och politiker. Jebsen föddes i Danmark och kom till Bergen 1843. Han anlade 1846 ett mekaniskt bomullsväveri vid Ytre Arna utanför Bergen. Inom kort utvidgades anläggningen med spinneri, färgeri och klädesfabrik, det senare Arne Fabrikker. 1880 anlade Jebsen, tillsammans med sina bröder, också en textilindustri i Dalekvam i Vaksdal, Dale Fabrikker; nuvarande Dale of Norway.
På 1850-talet började Jebsen också investera i skeppsfart. Han var en central ledare i Det Bergenske Dampskibsselskab (BDS) och en pionjär i uppbyggandet av stadens ångfartygsflotta samt inom internationell skeppsfart; han var omkring 1870 en av Norges största skeppsredare. Jebsen var även medlem av Stortinget 1874–1876 och 1880–1882. Han var konsul för Kungariket Sachsen, senare för Nordtyska förbundet och för Tyska riket.